# Jaan Teemant
Jaan Teemant (Vigala, 24 settembre 1872 – 1941 circa) è stato un politico e avvocato estone.
Fu un Anziano Capo di Stato dell'Estonia, per due mandati, negli anni Venti e Trenta.

## Biografia

### Formazione e carriera politica
Teemant studiò alla Scuola Superiore Privata H. Treffner. Nel 1901 conseguì la laurea in Giurisprudenza, presso la Facoltà di Legge dell'Università di San Pietroburgo. Fu uno stimato avvocato nella città estone di Tallinn. Nel 1904 - 1905 divenne un membro del Consiglio Municipale di Tallinn.Teemant partecipò alla Rivoluzione russa del 1905, poi dovette scappare in Svizzera nello stesso anno per mettersi al sicuro. Fu condannato a morte dai russi, in contumacia. Nel 1908 riuscì a rientrare in Estonia dopo la fine dello stato di guerra causato dalla rivoluzione russa. Fu detenuto in attesa di giudizio nel 1908 - 1909, successivamente venne condannato a scontare un anno e mezzo di galera, che trascorse nelle prigioni di San Pietroburgo. Tra il 1911 e il 1913 egli fu esiliato nella Provincia di Arcangelo di Russia.
Dopo il suo definitivo rientro in Estonia, Teemant fu un membro dell'Assemblea Provinciale Estone (Eesti Maanõukogu) dal 1917 al 1919. Nel 1918 egli fu Procuratore Generale della Repubblica dell'Estonia. Durante il 1919-1920 egli fu membro dell'Assemblea Costituente (Asutav Kogu), e durante il 1923 e tra gli anni 1934 - 1937 fu un membro del II - V Parlamento estone (Riigikogu). Nel 1939-1940, Teemant fu l'amministratore estone nell'Organizzazione Fiduciaria Tedesca (una struttura che amministrava le proprietà dei Tedeschi del Baltico, in vista di un loro riassetto, dopo che essi furono richiamati in Germania, tra il 1939 ed il 1940.)

### L'arresto e la scomparsa durante l'occupazione sovietica
Il 23 luglio 1940, con l'occupazione sovietica, Teemant venne immediatamente arrestato dai NKVD, e probabilmente fu fucilato dagli stessi a Tallinn, oppure morì di stenti durante la reclusione nella prigione centrale di Tallinn. Secondo altre testimonianze, Teemant fu condannato, dai sovietici, alla deportazione ed ai lavori forzati nei gulag siberiani,  per un periodo di dieci anni a partire dal 21 ottobre 1941. Non si ebbero ulteriori e precise notizie circa il suo triste destino.

## Onorificenze

### Onorificenze estoni
- 1930 - Ordine della Croce dell'Aquila - Cavaliere di I Classe -